# 新超级马力欧兄弟
《新超级马里奥兄弟》（神游科技译为“New 超级马力欧兄弟”）是任天堂开发与发行的一款2.5D横版动作游戏，对应主机为任天堂DS。游戏于2006年5月15日首先在北美发售，同年5月25日在日本发售，6月8日在澳大利亚发售，6月30日在欧洲发售，2009年7月6日由神游科技在中国大陆发售。这款游戏不仅被认为是《超級瑪利歐樂園2：六個金幣》（1992年）之后暌違十三年半第一款由马力欧为主角的原创2D横版玩法游戏（並不屬於原超級瑪利歐系列2D橫向平台遊戲的正統續作），也是自《超級瑪利歐陽光》（2002年）之后《马里奥》系列开辟的一个新的主要游戏系列。

## 遊戲玩法

图为马里奥在使用道具“巨大蘑菇”后，以巨型形态在关卡中横冲直撞的情景，但只能维持很短一段时间。马里奥及周围的对象均以2.5D效果呈现。

《新超级瑪利歐兄弟》在游戏剧情上依旧如同原先的横版瑪利歐系列游戏类似：玩家需要操控马里奥从庫巴设置的重重难关下救下碧姬公主。在本作中，瑪利歐依旧会通过道具来获得变身能力，本次的瑪利歐变身道具除了经典的“超级蘑菇”、“火之花”以及“无敌星”以外还新增了能令瑪利歐短时间内巨大化的“巨大蘑菇”、能让瑪利歐微小化的“縮小蘑菇”以及可以让瑪利歐以高速撞击敌人的“蓝色龟壳”，在1－1巨大蘑菇狀態的時候可以撞壞終點的旗桿。在本作中，瑪利歐需要穿过八大世界总共80个关卡并打败库巴父子以拯救碧姬公主。
儘管此遊戲是一個橫向捲軸遊戲，但是其遊戲角色和部份物體均以3D的形式呈現。另外，玩家亦能自由選擇使用瑪利欧或路易吉。類似於以前的“瑪利歐”遊戲，瑪利歐（或路易吉）在遊戲中能夠收集金幣、踩踏敵人和破壞磚塊。玩家在此遊戲中亦能控制瑪利歐二級跳和跳牆。
此遊戲有8個世界，共80關卡。8個世界會在任天堂DS下屏顯示。某些世界需要特定手段才能進入，如以迷你瑪利歐擊敗一個世界的頭目。每個關卡均藏有三個大金幣，而玩家收集得來的大金幣能用作開啟通往奇諾比奧房子的路。透過使用大金幣，玩家能儲存進度。當玩家完成遊戲後，玩家就能在大地圖上隨時儲存進度。
此遊戲共有6種提升物。這些提升物只能用一次，但若玩家已擁有該提升物的能力，那麼玩家就能獲得該提升物，留待之後使用，但只能儲存一格。
此遊戲的多人模式允許兩個玩家分別扮演瑪利歐與路易吉。在多人模式中，玩家的目的為獲得最多的大星星，並攻擊對方以奪取其大星星十個另外，此遊戲亦包含一些來自《超級瑪利歐64DS》的小遊戲。這些小遊戲主要分為動作類、解謎類、桌牌類和綜合類。

## 制作
2006年2月21日，在《超级马里奥兄弟》推出20年5個月后，任天堂宣布《新超级马里奥兄弟》将在同年5月7日登陆任天堂DS平台，其中介绍了两件新补给物“蓝色龟壳”和“巨大蘑菇”，又透露游戏虽以2D为主，但会加入3D建模以呈现“2.5D”效果。游戏曾计划延期至5月21日发行，后则提前至5月15日发行。
由于游戏贴图和背景的图块渲染并未受到严格限制，且游戏画面不需制作者提前手工设计，制作者得以自由地探索新元素。为提升视觉效果，制作者让游戏镜头更具动感，画面的大小随游戏情况而定，必要时则突出显示。他们又立足物理定则，令游戏机制更进一步，着力体现了重力、弹力以及荡绳效果。
制作者起初想延续传统，本不计划为游戏配音，后来则逐渐接受，认为会对游戏锦上添花。尽管早期2D马里奥游戏曾有过配音，但本游戏创下了非复刻版中配音的先河。查理斯`马提尼特回归制作群，声演马里奥和路易；妮科·米尔斯和斯科特·伯恩斯分别声演碧琪公主和库巴；库巴二世的配音任务由多洛雷斯·罗杰斯担任。游戏由早崎飞鸟和若井淑作曲，旧马里奥系列谱曲者近藤浩治负责指导，并谱写常规关卡的主题曲“地上音乐”。在谱写音乐时，制作组又增添了新机制，让敵人们随着音乐手舞足蹈。

## 反响

### 銷售
《新超级马里奥兄弟》於2006年5月15日在北美發佈、於2006年5月25日在日本發佈、於2006年6月8日在澳洲發佈、以及於2006年6月30日在歐澳洲發佈。任天堂並沒有解釋為何他們在日本國內市場發佈得還要比北美國外市場要遲10天，但GameSpot就認為這是因為任天堂想建立庫存。
此遊戲在首發日已於日本售出了逾480,000套遊戲，並在發佈後4日售出了逾900,000套遊戲。當時，此遊戲是日本最暢銷的任天堂DS遊戲，但後來被《神奇寶貝 鑽石·珍珠》取而代之。此遊戲是2008年日本第26暢銷遊戲。此遊戲在美國發佈後35日售出了逾500,000套遊戲，並於發佈後12星期售出了逾100萬套遊戲。此遊戲是2008年12月美國第12暢銷遊戲和第二暢銷任天堂DS遊戲。截至2008年4月，此遊戲已於全世界售出了逾500萬套遊戲。截至2009年3月，此遊戲已於全世界售出了逾800萬套遊戲。截至2013年3月31日，此遊戲在全球售出了逾3038萬套遊戲，是最暢銷的任天堂DS遊戲。

### 評價
此遊戲獲得的評價多為正面。Metacritic得出此遊戲的分數為89%。評價主要稱讚其改進之處，但就批評遊戲本身過於簡單，以及其難度過低。
GameZone相信此遊戲是一個任天堂ds的「熱門遊戲」，並指出此遊戲擁有“巨大的勘探潛力”和煥然一新的平台遊戲模式。儘管GameSpot認為對熟練玩家來說要完成此遊戲將不會需要很多時間，但他們仍然認為此遊戲“非常棒”，並且是一個必買遊戲。GamesRadar則認為遊戲物超所值，拥有表现卓越的单人模式，简单有趣的双人模式，还借助触屏笔让玩家顺利游玩那些紧张激烈的小游戏。The Video Game Critic給予此遊戲A+的評價（即滿分），並指出「任天堂非常完美地處理此更新，並改善了不足之處」。
IGN的克雷格·哈里斯（Craig Harris）指出本遊戲已取代《耀西岛》成为他最愛的平台遊戲。而《GamePro》的彈珠先生則將此遊戲列為他的第三個最愛的马里奥遊戲。儘管此遊戲新增了對戰模式，但Game Revolution卻仍然提出「馬里奧真的能變得新穎嗎？」的問題，表示他們認為此遊戲改進不足。另一方面，X-Play的格雷格·斯圖爾特批評此遊戲沒能保持前作的水準，但仍然相信此遊戲是任天堂DS上最好的滾軸電子遊戲。《任天堂官方雜誌》則給予此遊戲96%的分數，並頒予此遊戲金獎。

## 续作
2012年4月，任天堂正式公布了本作的正统续作《新超级马里奥兄弟2》。游戏平台为任天堂3DS，2012年8月开始在全球发售，并于2013年6月发售官方中文版。
2017年初，有中国大陆媒体报道，游戏继多年前的神游DS版本之后再次通过了大陆相关部门的审批，由爱奇艺送审，并称游戏将在中国大陆版英伟达Shield平台上发售。但最终该平台仅有4款Wii平台上的游戏发售，本作并未能发售。

### 信息
- 神游官方网站 （页面存档备份，存于） （简体中文）
- 日本官方网站 （页面存档备份，存于） （日語）
- 北美官方网站 （英文）

### 影音
- 任天堂官网影音 （页面存档备份，存于）
- Gameplay videos at IGN
- Gameplay videos （页面存档备份，存于） at GameSpot
- Videos & Trailers （页面存档备份，存于） at GameTrailers